# Tököli-Popovics János
Kevermesi és Vizesi Tököli-Popovics János (más írásmódokkal: Tököly, Tökölly, Popovich, Popovich-Tököli), eredetileg Jovan Popovich, szerbül: Јован Поповић Текелија (Csanád, 1662 körül – Arad, 1722) szerb katonatiszt, a császári hadsereg ezredese a Rákóczi-szabadságharc és az 1716-18-as török háború idején. Nem állt rokonságban a késmárki Thököly-családdal.

## Élete
Harcolt a török kiűzésével kapcsolatos csatákban (Buda visszafoglalása, zentai csata). 1703-ban az aradi vár császári őrségének főkapitánya lett. A Rákóczi-szabadságharc kitörése után az irányítása alá tartozó szerb határőrökkel részt vett a kurucok elleni hadműveletekben. 1703 július végén Biharnál és Pocsajnál legyőzte a kurucokat, majd lovasaival a környező magyar falvakat pusztította el. A gyorsan ideérkező Bercsényitől Várasdolaszinál augusztus 6-án hajnalban vereséget szenvedett. Augusztus végén újra Nagyváradon járt, csapataival ekkor a vár új parancsnokát, Franz Fels ezredest kísérték állomáshelyére. A visszatérés során szeptember 1-jén Bélfenyérnél súlyos vereséget szenvedett a kurucoktól. 1704 januárjában az aradi várparancsnok, Georg Wilhelm Löffelzholz ezredes alárendeltjeként lovasságával részt vett a sikeres bihari rajtaütésben, ám az ezt követő belényesi csatában Bóné András kurucai határőrei nagy részét megölték vagy szétkergették.
1708 júliusában Arad környékén a kurucok elfogták, de 1709 júniusában kiszabadult. Rákóczi ezután orosz közvetítéssel az ő segítségével próbálta a szerb határőröket maga mellé állítani, ám Tököli és emberei kitartottak a császár hűségén. 1716–18-ban az aradi határőrség vezetőjeként vett részt a törökök elleni harcokban. 1722-ben Aradon halt meg.

## Nemesi címe és birtokai

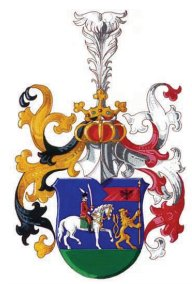
A Tököli-Popovics család címere

I. Józseftől 1706-ban kapott magyar nemességet. A késmárki Thököly-család kihalása után Jovan Popovich megkapta a család nevét, így magyar nemesi neve Tököli-Popovics János lett.
Címerének leírása: 

„a vért zöld udvarában bal felé hátulsó lábain arany oroszlán fut, első lábaival vörös zászlót lengetve, utánna fehér lovon vörös magyar ruhás, prém kalpagos, kolcsagtollas vitéz, jobb kezével kivont kardot villogtatva száguld. A vért fölötti sisak koronáján hét fehér gémtoll leng. Foszladék jobbról aranyfekete, balról ezüstvörös.”

– Nagy Iván, Magyarország családai

A Csanád vármegyében fekvő Kevermes és Vizes pusztáit 1715-ben vette birtokba, fia itteni tulajdonát 1724-ben királyi adománylevél is megerősítette.

## Utódai
Fia, Jovan (János) Nenadovics metropolita lányát vette feleségül. Unokája Tököly-Popovics Száva királyi tanácsos, Pesten szerb fiatalok számára nevelőintézetet Tökölyanum és szerb kulturális egyesületet (Mativca) alapított.